# ژلونکی (استان لهستان کوچک‌تر)
ژلونکی (به لهستانی:  Zielonki) یک روستا در لهستان است که در گمینا ژلونکی واقع شده‌است. ژلونکی ۶٫۱۴ کیلومتر مربع مساحت دارد.